# Gerhard Gruber (Theologe)
Gerhard Gruber (* 1. Juli 1928 in Prien am Chiemsee) ist ein deutscher römisch-katholischer Theologe, Apostolischer Protonotar und war mit fast 22 Jahren Amtszeit der am längsten amtierende Generalvikar im Erzbistum München und Freising.

## Leben
Gerhard Gruber wurde 1928 in Prien am Chiemsee geboren. Er trat 1947 in das Priesterseminar in Freising ein und studierte später in Rom, wo er im Germanicum lebte und an der Gregoriana das Lizentiat in Philosophie erwarb. Am 10. Oktober 1953 wurde er in Rom durch Clemente Micara zum Priester geweiht. Anschließend erwarb Gerhard Gruber das Lizentiat und Doktorat in katholischer Theologie. Nach Seelsorgstätigkeit in München, berief ihn der neue Erzbischof Julius Kardinal Döpfner zu seinem persönlichen Sekretär für die Konzilsangelegenheiten. Er begleitete den Erzbischof zu allen Sitzungen des Zweiten Vatikanums. In dieser Zeit war Helmut Hempfer als Sekretär für die Angelegenheiten des Erzbistums zugleich mit Gruber enger Mitarbeiter Döpfners.
Auch nach dieser Zeit war Gruber weiter Döpfners Referent für römische Angelegenheiten.
1968 wurde er als Nachfolger von Matthias Defregger zum Generalvikar ernannt und hatte dieses Amt auch unter den Erzbischöfen Joseph Ratzinger und Friedrich Wetter bis 1990 inne. Von 1972 bis 1998 war er Mitglied des Münchner Metropolitankapitels und ab 1988 dessen Dekan.
Während seiner Tätigkeit für die Münchner Erzdiözese setzte er sich – zusammen mit Ernst Tewes und Bernhard Egger – insbesondere für die Einführung der Berufe Gemeindereferent bzw. Gemeindereferentin und Pastoralreferent bzw. Pastoralreferentin 1969 ein. Er war an der Initiierung, dem Auf- und Ausbau von Projekten der Citypastoral in der Münchener Innenstadt beteiligt, wie der Gründung der Münchner Insel unter dem Marienplatz und dem offenen Angebot der Innenstadtkirche St. Michael (München) (Fünf nach Fünf; Kirche ohne Vorzimmer).
In Zusammenhang mit dem Fall Peter Hullermann, der, obwohl wegen sexuellen Missbrauchs verurteilt, im Erzbistum München und Freising mehrfach versetzt wurde, wobei ihm weiterhin der Kontakt mit Kindern möglich war, übernahm Gerhard Gruber im März 2010 die Verantwortung für das Versagen der Leitung der Erzdiözese, deren Generalvikar er in den betreffenden Jahren war. Aus seiner Umgebung verlautete allerdings, man habe ihn gedrängt, die alleinige Verantwortung zu übernehmen, um den damaligen Erzbischof von München, Joseph Ratzinger, „aus der Schusslinie zu nehmen“. Er selbst widersprach dem. Im Januar 2022 wurde die Rolle Ratzingers im Fall Hullermann erneut thematisiert, nachdem Ratzinger als schon 2013 emeritierter Papst Benedikt XVI. eine falsche Aussage in der Sache einräumen und richtigstellen musste. Auch Gruber revidierte im Rahmen des Münchner Missbrauchsgutachtens seine frühere Aussage und deutete an, dass er im Frühjahr 2010 von Seiten des Ordinariats darauf hingewiesen wurde, dass er „zum Schutz des Papstes jetzt die alleinige Verantwortung zu übernehmen habe.“
Gerhard Gruber wohnte bis zu dessen Tod zusammen mit seinem Bruder, dem Theologen, Religionspädagogen und Pfarrer Elmar Gruber († 10. September 2011), in München.

## Werke (in Auswahl)
- Zoä – Wesen, Stufen und Mitteilungen des wahren Lebens bei Origenes (zugleich Diss. Rom 1962.) München 1962, ISBN 3-88096-223-5.
- Julius Kardinal Döpfner. ... auf dem Weg durch die Zeit. München 1973.
- (Hrsg.): In der Nachfolge des hl. Korbinian. Julius Kardinal Döpfner 25 Jahre Bischof (= Festschrift Julius Döpfner), München 1974.
- mit Hermann Boventer, Leo Karrer, Josef Bommer u. a. (Hrsg.): Laientheologen im pastoralen Dienst – Standortbestimmung und Trends. (= Bensberger Protokolle Nr. 17), Thomas-Morus-Akademie, Bensberg 1976.
- mit Friedrich Bauer: Kirche ohne Vorzimmer. Begegnungen mit dem Münchner Regionalbischof Ernst Tewes, Planegg 1986, ISBN 3-921843-73-1.
- mit Friedrich Bauer, Ehrenfried Schulz (Hrsg.): Einer ist euer Meister: Christus. Predigten und geistliche Reden von Ernst Tewes, München 1993, ISBN 3-87904-147-4.

### Beiträge in Sammelwerken
- Pastoralreferent, Pastoralreferentin sein im Erzbistum München und Freising. Einige Erinnerungen, in: Klemens Hellinger (Hrsg.), Markus John (Hrsg.), Sprecherrat der Pastoralassistent(inn)en und Pastoralreferent(inn)en in der Erzdiözese München und Freising (Hrsg.), Vom Geist der Kirche hinzugefügt. 40 Jahre Pastoralassistent(inn)en und Pastoralreferent(inn)en in der Erzdiözese München und Freising, München 2011, Seite 19–26.

### Zeitschriftenartikel
- Der Geist des Herrn hat mich gesandt (LK 4,16-30), PUK, 145. Jahrgang, 2006, Heft 4, S. 581–585.